# Riu Noguerola
|  | No s'ha de confondre amb Sot de la Noguerola. |

El Noguerola, també conegut com la clamor de Noguerola o la clamor de Balàfia, és un riu de Catalunya, afluent del Segre per la dreta. La seva conca comprèn exclusivament la comarca del Segrià i transcorre únicament pel municipi d'Alpicat i per l'Horta i la ciutat de Lleida.

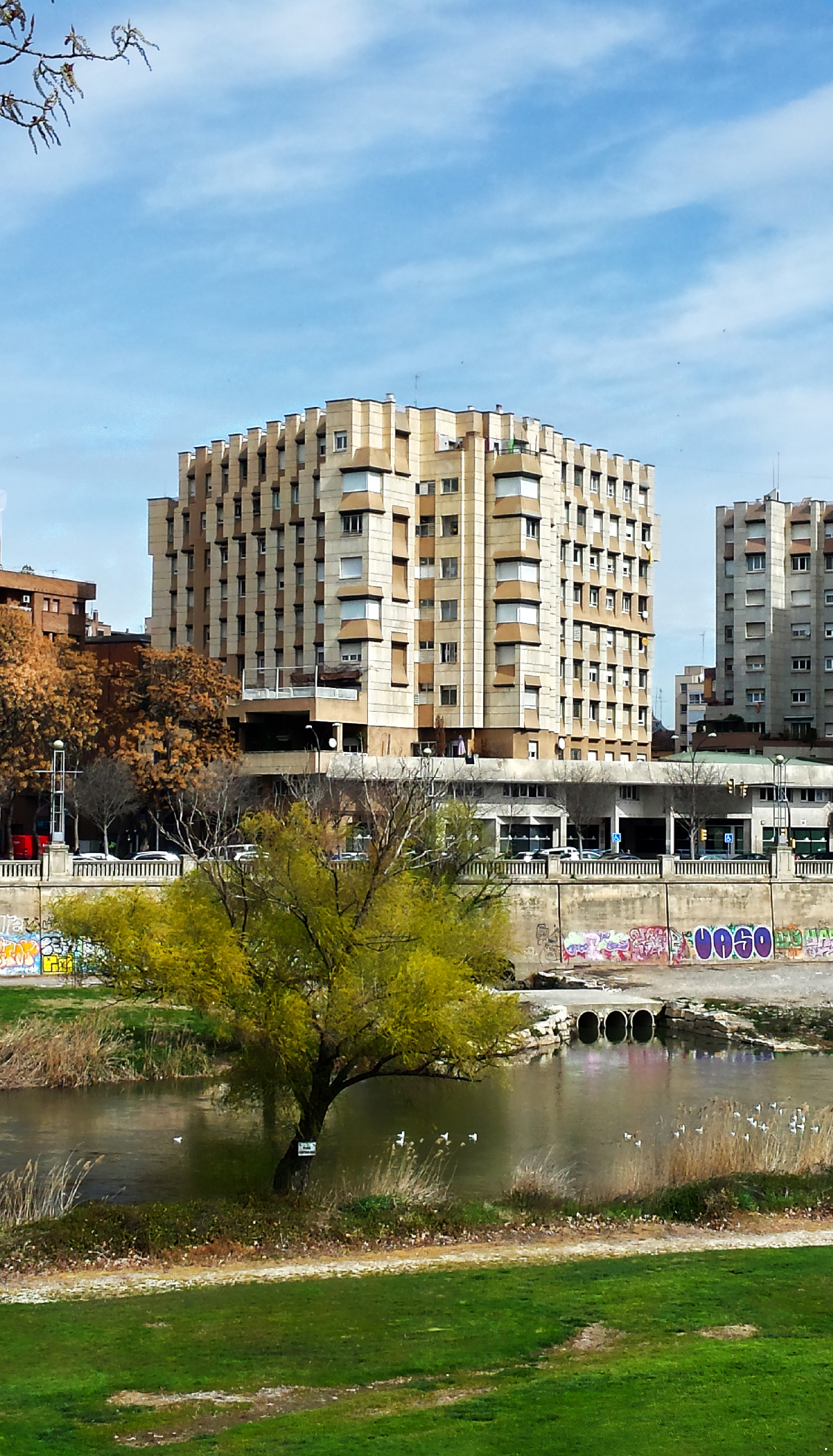
La desembocadura del Noguerola vista des de la riba oposada, als Camps Elisis

Té una longitud aproximada d'uns 10 km i una superfície de conca de 76 km² (71 km² de regadiu i 5 km² de Secà).

## Curs
Neix a l'Altiplà de La Cerdera, concretament al Tossal de la Corona, al lloc conegut com El Racó de Mingatxo dins del terme municipal d'Alpicat. Baixa per les partides alpicatines d'Els Rovinals i el Plà de Montsó i entra entubat al terme municipal de Lleida per la partida de Peixa-Sommés, paral·lel al camí del Burro, segueix per la partida Boixadors al costat del camí de l'Estruc i creua per sota un pont el Camí de Boixadors(en aquest punt se'n pot observar el curs)i segueix prop del carrer del Castell de Gardeny, a continuació entra a la partida Bovà prop del carrer de l'Arquitecte Morera i Gatell i creua el Camí de Montcada (Carrer Arquitecte Gomà).
Al cap d'uns metres surt a la superfície breument per tornar a soterrar-se per salvar per sota l'Avinguda de Pinyana, i un cop superada torna a emergir fins a endinsar-se a la ciutat per l'Avinguda de Marimunt, al barri de Balàfia, segueix, definitivament soterrat i entubat, per l'Avinguda de l'Onze de Setembre, passa prop del carrers del Vallès, Alandir, del Penedès i d'Alfarràs, creua per sota les vies del tren i segueix prop dels carrers Sant Ruf, Anselm Clavé, Cardenal Remolins, Plaça Noguerola, carrer del Nord i desguassa al Segre pel carrer del Riu just davant de la Plaça del Pare Sanauja, on una escultura tubular permet escoltar-ne la remor.

## Història
Fou anomenat entre els Sarraïns com Abolàfia (Wad-el-afia en àrab, traduït "la senyora blanca"), donant nom a la partida de Balàfia; és per aquesta raó que també se’l coneix com la clamor de Balàfia. Amb la Reconquesta fou conegut com a clamor de Segrià, i apareix per primer cop documentat al S. XII a l'Ordinatio Ecclesiae Ilerdensis, promulgada el 1168 pel bisbe Guillem Pere de Ravidats i on establia la divisió eclesiàstica coneguda com la Prepositòria de Segrià.
Originàriament el Noguerola dibuixava un meandre natural en la zona est de la ciutat abans de desembocar al Segre. Durant l'època medieval el tancament de la ciutat per la zona de llevant es va fer seguint el curs del riu Noguerola, el qual va representar un límit natural per l'expansió de la ciutat, i en especial els romans, li van donar molta importància per les seves possibilitats defensives. Prop de la seva antiga llera hi havia les termes romanes del carrer Cardenal Remolins, i fou en aquesta època quan el riu comptava amb un pont romà que va quedar soterrat després de les obres d'entubament i sanejament. Posteriorment durant l'època feudal a principis del segle xiii a la vora dels arenys del riu Noguerola i Segre es van situar les adoberies. Aquesta situació propera als rius era deguda a les necessitat de disposar d'aigua d'aquest petit complex industrial, al igual que al segle XX s'hi instal·laren industries com les actualment desaparegudes farinera La Meta o la fàbrica de maquinària agrícola Ciutat.
Antigament la seva llera seguia el traçat de l'actual Rambla de Ferran i transcorrent paral·lel al Segre hi desembocava davant de l'actual Plaça de la Pau, prop del Pont Vell.

## Riu o clamor?
El riu Noguerola recull les aigües de la pluja i sobrants del reg de l'Horta, actuant com una clamor. Això fa que hi hagi confusió en la seva denominació i que en algunes publicacions se’n confongui la categoria de Riu amb la de Clamor, fet inexacte, ja que a diferència de les clamors el Noguerola porta aigua sempre i té una desembocadura constant. Dins de la ciutat havia esdevingut claveguera, i fins i tot se’l feia entrar i sortir de la muralla per aprofitar-ne el curs.
A partir de mitjans del Segle XX s'hi abocaven les aigües residuals de les zones de creixement de la ciutat: Vila Montcada - Ciutat Jardí, Balàfia i Rambla de Ferran - Estació així com en alguns carrers del barris de El Secà de Sant Pere i Pardinyes. L'any 2010 l'ajuntament va reconduir aquests vessaments incontrolats desconnectant les aigües residuals, col·lectors i escomeses que abocaven directament al Noguerola per redirigir-les a la xarxa de clavegueram municipal.

## Galeria d'imatges

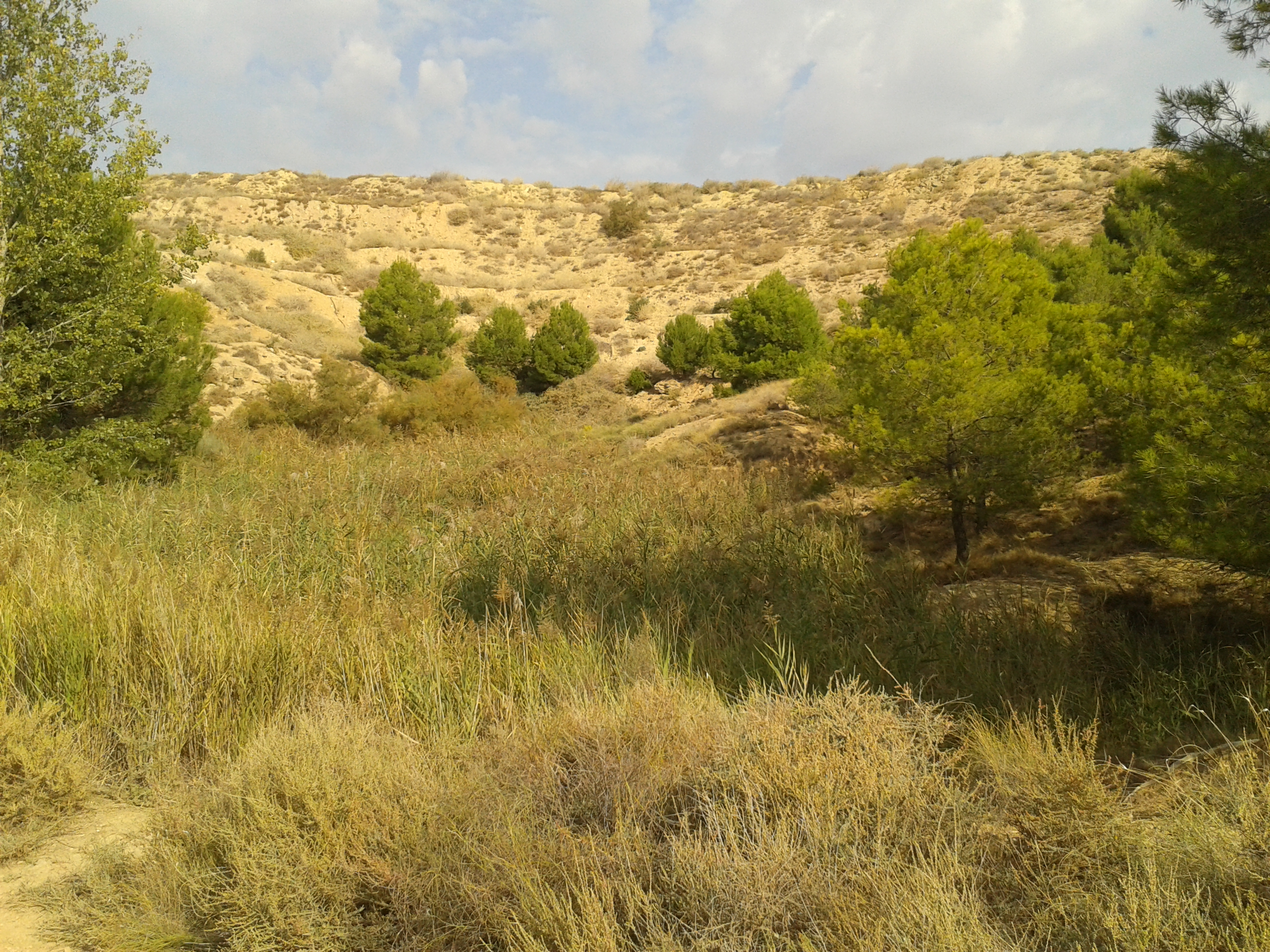
Lloc de naixement del Noguerola, el Tossal de la Corona, al fons.
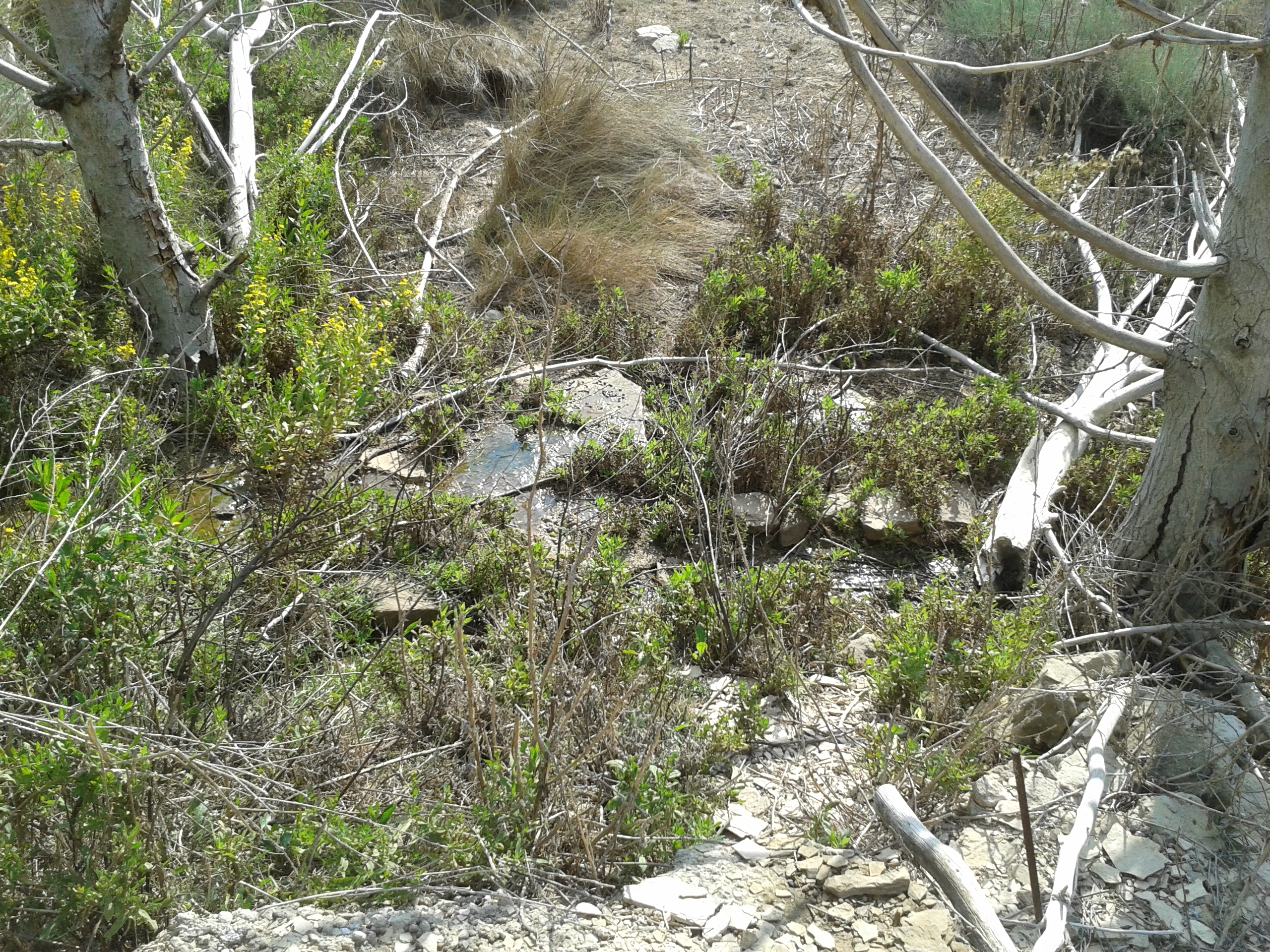
El naixement del Noguerola.
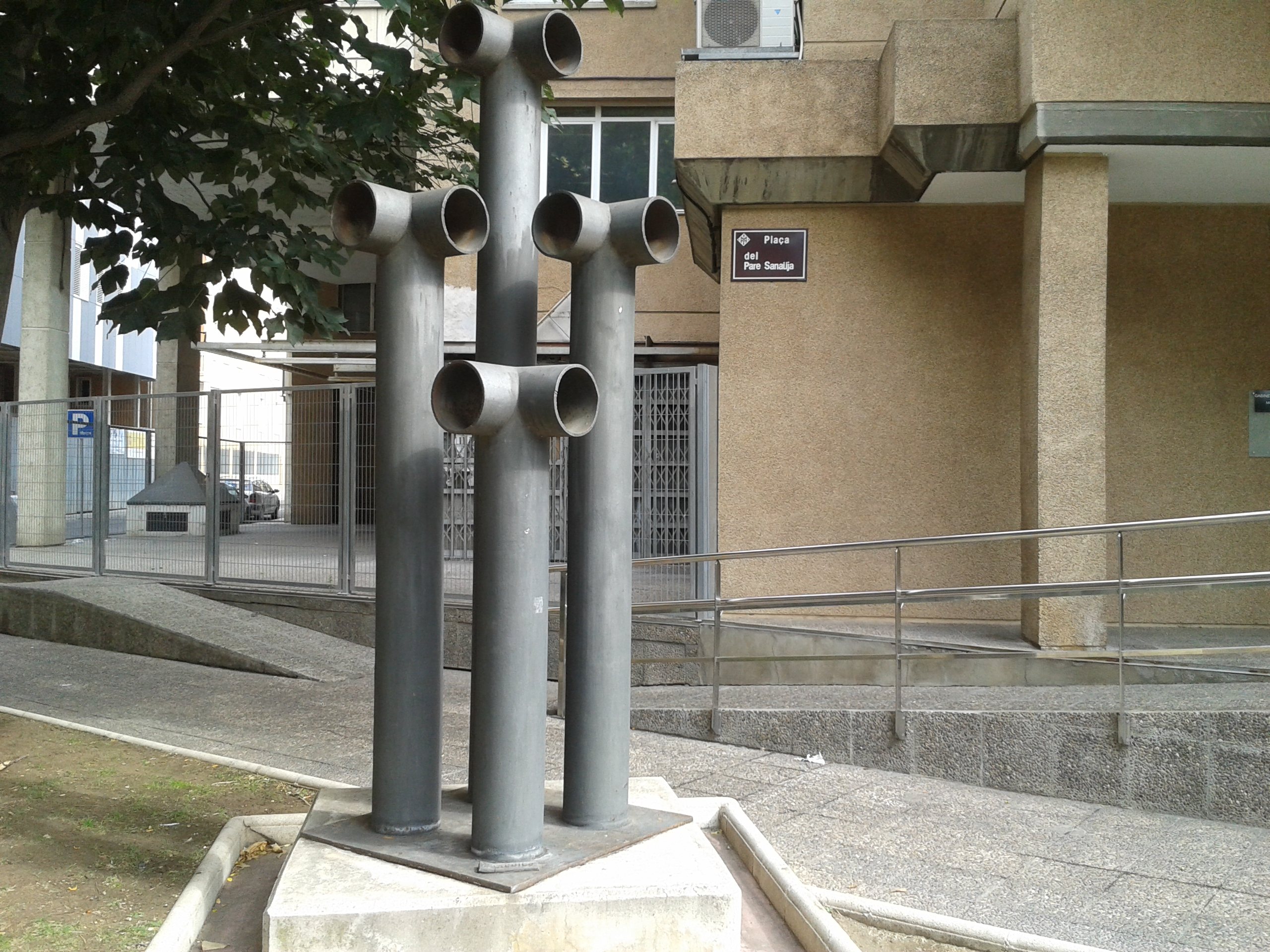
Estàtua homenatge al Noguerola, a la Plaça del Pare Sanaüja de Lleida. Permet escoltar el pas del riu soterrat.
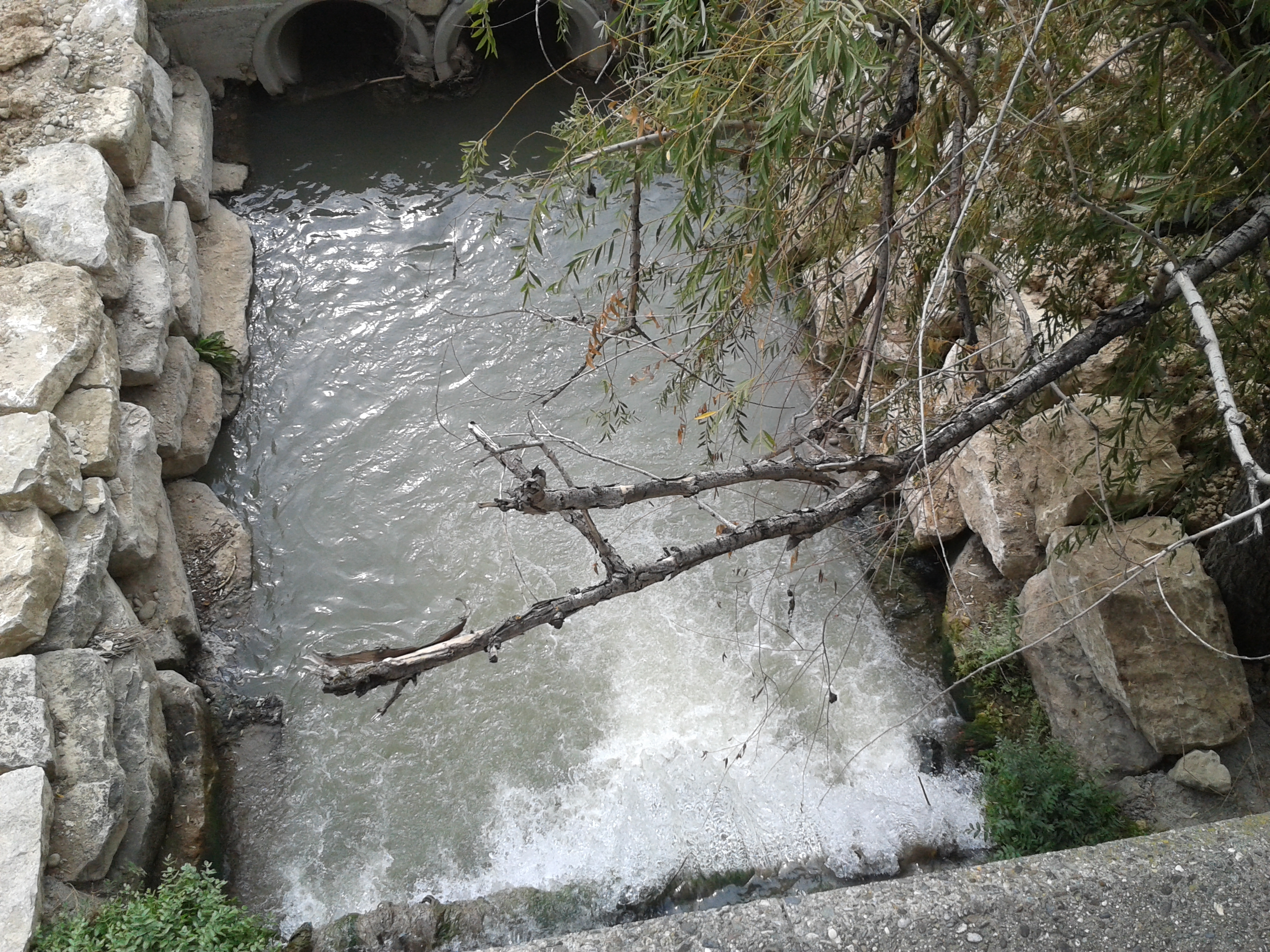
La desembocadura del Noguerola al Segre.